# OLT Express Germany
OLT Express Germany, precedentemente nota come Ostfriesische Lufttransport GmbH o semplicemente OLT, è stata una compagnia aerea regionale tedesca specializzata in voli regionali e charter. Al momento della chiusura nel 2013, era la seconda compagnia aerea per anzianità della Germania, dopo Lufthansa. Aveva sede a Brema e base di armamento nell'Aeroporto di Brema.

## Storia

### 1958-1974
Le origini della società risalivano alla fine degli anni '50. Era stata fondata il 1° novembre 1958 a Emden da Jan Jakobs Janssen e Martin Dekker con il nome Ostfriesische Lufttaxi - Dekker und Janssen OHG, per collegare le isole del Mare del Nord (come Helgoland e le Isole Frisone, da cui prendeva il nome) con il continente. Iniziò le operazioni il 17 giugno 1959 con un solo aereo SAI KZ-VII Laerke, e nel 1967 fu messo in servizio il primo Britten-Norman BN-2 Islander; nel 1970 fu consegnato il primo DHC-6 Twin Otter per i soli voli verso le Isole Frisone. Alla fine del 1972 furono inaugurati i primi collegamenti di linea. La crescita era stata un po' troppo importante per le risorse della società e il 17 ottobre 1974 cessavano tutte le operazioni di volo.

### 1974-2011
Era comunque un patrimonio che non poteva essere disperso: nacquero così D.L.T.-Deutsche Luftverkehrsgesellschaft mbH (che attraverso varie trasformazioni sarebbe sfociata nella Lufthansa CityLine) e OLT-Ostfriesische Lufttransport GmbH. Questa seconda, già astutamente fondata il 13 settembre, riprendeva subito le operazioni con BN 2 e DHC 6. Nel corso degli anni successivi si aggiungeranno Saab 340, il più capiente e veloce Saab 2000 e il primo jetliner, il Fokker 100. Quest'ultimo fu strumentale per l'introduzione di voli charter verso varie destinazione europee. Inoltre i velivoli della società furono spesso usati per il trasferimento dalle squadre di calcio tedesche Werder Brema e Amburgo.
Negli anni '70 la società "figliò": la DFD, cui furono affidati  voli minori con BN 2. sarà reintegrata nel 1995. Nel 1991 furono istituiti voli regolari anche da Brema verso destinazioni interne. Nel 2001 assorbiva le attività della traballante Tempelhof Express e la relativa flotta di Beechcraft 1900 e Dornier 328. Poi, tra il 2011 e il 2013, funzionò una seconda DFD che ebbe però vita effimera.

### Cambio di proprietà e fallimento
Il 4 agosto 2011 fu annunciata una profonda ristrutturazione: a partire da ottobre 2011 tutte le operazioni con velivoli Fokker 100 e Saab sarebbero state interrotte e 100 dei 120 dipendenti avrebbero perso l'impiego. Sarebbero stati mantenuti solamente i  collegamenti da Emden a Helgoland e Borkum e soltanto con piccoli aerei. In questo caldo mese di agosto avveniva un altro evento: OLT veniva acquistata da Amber Gold, una società della Polonia, tramite il cosiddetto "sistema Ponzi", contestualmente a due aerolinee polacche. Queste erano il vettore regionale Jet Air e quello charter Yes Airways. Nell'arco di un mese le due venivano riunite sotto il marchio OLT Express Regional mentre OLT diventava OLT Express Germany, questa sotto la guida di un esperto manager di settore. I voli per le isole furono rilevati da una nuova società indipendente, OFD Ostfriesischer-Flug-Dienst.
Le prime ombre si delinearono nel corso dell'estate: il 27 luglio OLT Express Regional della Polonia sospese tutti i servizi senza il minimo preavviso all'utenza. La situazione di Amber Gold sembrava vacillare. In agosto l'olandese Panta Holdings annunciava che era in corso l'acquisto di OLT Express Germany e manifestava interesse anche per Contact Air. All'epoca Panta era proprietaria sia del vettore regionale Denim Air che di Maas Air Leasing. Entrambe risultavano proprietarie di aerei Fokker e Maas aveva noleggiato due Fokker 100 a Contact Air.
Il 1° settembre 2012 OLT Express Germany completava l'acquisto di gran parte di Contact Air. La transazione comprendeva il contratto di wet-lease di Contact Air per la gestione di due aeromobili per conto di Swiss International Air Lines. Sotto l'egida della proprietà olandese la flotta si era ridotta ad alcuni Fokker 100 e tuboelica Saab. Nondimeno furono pianificate 17 rotte da cinque aeroporti, un programma troppo ambizioso che subì continui mutamenti disorientando l'utenza.
Nel mese di dicembre fu annunciato che il contratto con Swiss International Air Lines non sarebbe stato rinnovato alla naturale conclusione nel marzo successivo. Panta Holdings manifestò il suo disappunto. La fine era vicina: il 27 gennaio 2013 tutte le attività di volo furono sospese. Qualche migliaio di passeggeri rimasero a terra e oltre 500 dipendenti persero lo stipendio.

## Flotta
Al momento della chiusura, nel 2013, la compagnia aveva la seguente flotta:

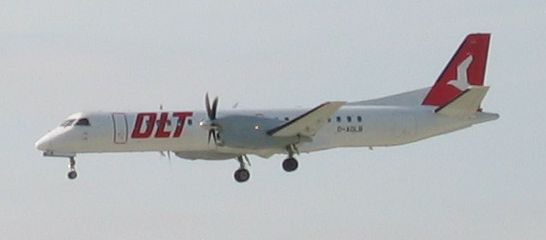
Un SAAB 2000 nella precedente livrea

| Aereo      | In flotta | Passeggeri |
| ---------- | --------- | ---------- |
| Fokker 100 | 10        | 100        |
| Saab 340   | 1         | 37         |
| Saab 2000  | 4         | 56         |